# Schendyla vizzavonae
Schendyla vizzavonae är en mångfotingart som beskrevs av Louis Raoul Urbain Théophile Maurice Léger och Octave Joseph Duboscq 1903. Schendyla vizzavonae ingår i släktet Schendyla och familjen småjordkrypare. Inga underarter finns listade i Catalogue of Life.